# Avgurova grobnica
Avgurova grobnica (italijansko Tomba degli Āuguri) je etruščanska pokopna komora, ki je imenovana tako zaradi napačne razlage ene od fresk na desni steni, ki naj bi bil rimski duhovnik, znan kot avgur (naziv za svečenika v rimski in etruščanski religiji, ki je imel nalogo razlagati voljo bogov skozi let in obnašanje ptic). Grobnica je v nekropoli Monterozzi in datira okoli 530-520 pr. n. št. Ta grobnica je ena prvih v Tarkviniji, ki imajo figuralno dekoracijo na vseh štirih stenah glavne ali edine komore . Je tudi prvič da tema ni mitološka, temveč prikazuje etruščanske pogrebne obrede in pogrebne igre. 

## Opis
Komora je okrašena s figurativnim frizom na vseh štirih stenah. Vključitev rastlin in živali na vseh štirih freskah je privedlo do tega, da so strokovnjaki razlagali, da se dogodki, prikazani v grobnici, dogajajo zunaj. Vendar so številne figure prikazane v frizu, še posebej na levi in sprednji steni izgubljene, ker so se freske s časom zaradi izpostavljenosti poslabšale. Vhodni zid ima figure, ki so najslabše in nihče ne more zagotovo povedati, kdo ali kakšne so te figure in dejanja, ki jih prikazujejo.

### Zadnja stena
Na sredini zadnje stene so poslikana vrata. Strokovnjaki se razlikujejo glede interpretacij, kaj pomenijo vrata. Nekateri interpretirajo vrata kot predstavitveno ilustracijo vrat do groba. Vendar pa je verjetneje, da jih interpretirajo kot simbolična vrata ali portal podzemlja, ki deluje kot ovira med kraljestvom živin in kraljestvom mrtvih. Dve figuri na obeh straneh vrat kažeta z roko proti vratom, druga roka pa je na čelu v gesti pozdravljanja in žalovanja. Znanstveniki bodisi razlagajo kot avgurje ali kot žalovalce, ki so sorodniki pokojnika. Bolj sprejemljiva razlaga dveh figur, odkar so prebrali ime napisano na steni ob moških, Apastanasar, vsebuje koren apa, kar pomeni 'oče'. Nad vrati sta lev in leopard, ki ubijata jelena.
|  | Dva avgura na vsaki strani vrat, zadnja stena grobnice. |

### Desna stena
Celotna desna stena prikazuje pokopališke igre v čast pokojnika. Pogrebne igre so bile tradicija med mnogimi antičnimi družbami, kar je poudarjeno in ponazorjeno sodobnim bralcem v Homerjevem opisu v Iliadi o tekmovanjih, ki so se odvijala na pogrebu Patroklosa. Homer piše:
Rvanje je tretji dogodek. Dokaj tipično je, da so nagrade trinožnik [trinožnik s kotlom], vredni 12 volov za prvo nagrado in ženska, ki je vredna 4 vole za poraženca. 
To rvanje, ki ga Homer opisuje v Iliadi, se vidi v osrednjem motivu desne stene. Prav tako je pomembno upoštevati etruščanske pogrebne igre, ki so pogosto krvave in smrtonosne po naravi, kot izvirne gladiatorske igre, ki so jih izvajali Rimljani. Ta del etruščanske kulture so sprejeli Rimljani v svojo kulturo kot predhodnik spektakla gladiatorske borbe.
Na skrajnem koncu stene, ki je najbližji zadnji steni, je človek, ki nosi vijolično tebeno, etruščansko moško haljo, katere barvo nosijo moški višje postave. Moški gleda preko ramena z gesto v pozdravnem položaju do svojih dveh spremljevalcev, dveh figur nižje postave. En spremljevalec nosi zložljiv stolček, uradni sedež visokega uradnika, drugi pomočnik pa je na tleh s kapuco na glavi. Mnogi znanstveniki razlagajo ta motiv čepenja spremljevalca kot jok / žalovanje za svojim gospodarjem, kar vodi strokovnjake do zaključka, da je človek v vijolični halji najverjetneje pokojnik, ki prihaja gledat svoje pogrebne igre. 
V središču desnega zidu je prikazana pogrebna igra rvanja v čast pokojnika. Na sliki so dva rvača - mlajši in en starejši - ki se borita v grškem slogu [sta gola, tako da ne moreta prijeti nobenega oblačila]. Mlajši rokoborec je brez brade in ima tanjši trup, medtem ko ima starejši brado, prepoznavni znak za starost pri moškem in močnejše zgornje telo. Med obema rokoborcema so tri skodelice različnih barv, morda predstavljajo srebrno, bronasto in bakreno skledo, ki so nameščene ena na vrhu med seboj in so najverjetneje nagrada za zmagovalca, kot je opisano v Iliadi.
Na levi strani mlajšega rokoborca predseduje agonothetes, sodnik, ki spremlja tekmo. Nad človekom je napis, za katerega se strokovnjaki sprašujejo ali je to ime, poklic ali naziv človeka. Oblečen je v ogrinjalo z eno stegnjeno roko, v drugi pa nosi lituus, augurjev instrument, ko pristopi k tekmi. Dve rdeči ptici letita nad tekmo, podrobnost, ki je pripeljala do začetne napačne razlage prizora, ki da prikazuje dva augura, ki sta dejansko umrla in sodnik gleda ptice in tekmo. Zato ime, Augurova grobnica. 
Na najbližjem delu vhoda na desni steni je zadnji motiv, ki ga nekateri štejejo za precej groznega. Tu je prikazana pogrebna igra puščanje krvi, igra, ki se izvaja za umiritev duše pokojnika. Maskirana figura, ki nosi pikčasto kapo, dolgo, črno lažno brado, črno-modro jakno z belimi resami in rdečim moškim sramnim predpasnikom je prikazana z besedo phersu, napisano zgoraj. Etruščanska beseda phersu pomeni 'maska', 'prikriti človek' ali morebiti celo 'igralec', saj so v grških in rimskih igrah igralci vedno nosili maske, da bi pokazali, kakšne vrste lik so predstavljali. Phersu naslikan v tej sceni, igralec, kostumiran, naj bi predstavil izvršitelja. Rečeno je, da ko so Rimljani sprejeli etruščanski običajni način uporabe sužnjev in kriminalcev kot gladiatorje, najprej v pogrebnih igrah in končno v velikih arenah za širšo javnost, ko je gladiator padel smrtno ranjen in ležal še v areni, je prišel je maskiran in oblečen človek, da mu je naredil "milostni udarec" s kladivom na čelo. Ampak to ni bil phersu, ki ga je predstavljal ta lik. To je bil Charun, etruščanski demon, ki je prenašal mrtve v Had. 
Phersu drži vrv, ki je pritrjena na ovratnik črnega psa. Ko potegne vrv, kot je prikazano na freski, se žebelj na pasjem ovratniku zapiči v vrat, poškoduje žival in povzroči napad na privezanega človeka. Privezan človek ima na nogah več krvavih ugrizov, vrečo vezano čez glavo in kij v roki da bi se branil pred psom. Mnogi strokovnjaki verjamejo, da je ta privezan človek obsojenec, ki je že obsojen na smrt, in se uporablja za pogrebne igre. 

### Leva Stena
V središču tega zidu lahko vidimo dva boksarja. Na desni strani boksarjev lahko vidimo še en phfersu. O pomenu phersuja se razpravlja. Nekateri znanstveniki upoštevajo ostanke dveh figur na skrajni levi strani stene. Ena se lahko razlaga kot auleta, glasbenik, ki igra aulos.  Druga kaže samo noge. Izgubljena figura nog ima enake barve kot drugi športniki in so v istem položaju kot phersu na drugem koncu stene. Znanstveniki interpretirajo to sceno kot phersu, ki ga nasprotnik izvaja v nekakšni pogrebni igri. 